# 班加爾
班加爾是位於印度尼西亞西爪哇省東部的一座城市，位於西爪哇省和中爪哇省的交界處。班加爾總面積131.97平方公里。根據印尼官方於2010年所作的人口普查數據顯示：班加爾的總人口數量為175157人，2020年班加爾之人口普查結果為200970人，截至2022年年中班加爾總人口的官方估計為206457人。
班加爾屬於熱帶雨林氣候。